# Trepophrys cinerea
Trepophrys cinerea är en tvåvingeart som beskrevs av Townsend 1908. Trepophrys cinerea ingår i släktet Trepophrys och familjen parasitflugor. Inga underarter finns listade i Catalogue of Life.